# Hälso- och sjukvårdsforskning
Hälso- och sjukvårdsforskning är ett tvärvetenskapligt forskningsfält som är inriktat på att ”beskriva, analysera och värdera hälso- och sjukvårdssystemets organisation, funktion och resultat”. Forskare inom fältet, liksom de teorier och metoder som används, kommer från olika vetenskapliga discipliner, såsom medicin, folkhälsovetenskap, ekonomi, vårdvetenskap, farmaci, statsvetenskap och sociologi. 

## Forskningsfältet
Hälso- och sjukvårdvårdsforskning är ett relativt ungt forskningsfält, vars engelska benämning, Health Services Research, tillkom 1966.
Internationellt beskrivs hälso- och sjukvårdsforskning inbegripa studier om organisatoriska strukturer och processer, sociala faktorer, ekonomiska system, medicinsk teknologi och beteenden samt hur dessa påverkar tillgänglighet, vårdkvalitet, kostnader och utfall.  Dessa frågor kan undersökas på olika nivåer inom hälso- och sjukvårdssystemet: på mikronivån (professioner, patienter, kliniker), mesonivån (regional och organisatorisk nivå) och makronivån (nationell nivå). Studieobjekten kan därmed variera från individer och patientgrupper till exempelvis, organisationer, institutioner, och befolkning.
Internationella vetenskapliga tidskrifter inom forskningsfältet finns, såsom BMC Health Services Research, Health Policy, Health Economics, Policy and Law, Health Affairs och Social Science and Medicine.

## Sverige

### Ämnets framväxt
I Sverige växte hälso- och sjukvårdsforskning fram som ett eget forskningsfält under 1960- och 70-talen. Ragnar Berfenstam (1916-2009), professor i socialmedicin vid Uppsala universitet under åren 1961-1980, var en förgrundsgestalt för den svenska hälso- och sjukvårdsforskningen. Under tidigt 1960-tal blev Berfenstam ansvarig för den svenska delen av en internationell, jämförande studie av tre hälso- och sjukvårdssystem: Sverige, England och USA. I projektet engagerades bland andra numera professor emeritus Björn Smedby (1932-2019), med vilken Berfenstam sedermera etablerade det svenska namnet för forskningsfältet, hälso- och sjukvårdsforskning. Det nämnda projektet var en av de allra första jämförande studierna av hälso- och sjukvårdssystem. 
Väsentligt för den fortsatta utvecklingen var de insatser som Medicinska forskningsrådet (MFR) gjorde på 1970-talet med inrättandet av Enheten för hälso- och sjukvårdsforskning, direkt knuten till MFR, med fem forskare med medicinsk och samhällsvetenskaplig bakgrund. MFR inrättade också två professurer i hälso- och sjukvårdsforskning på nationell nivå, varav den första 1980 gick till Smedby med placering i Uppsala. Den andra, för Göran Sterky (1930-), fick internationell inriktning och placerades vid Karolinska institutet. Forskningsområdet växte och kom att omfatta studier av vårdutnyttjande (vårdtider, väntetider, regionala variationer, ojämlikhet), metodutveckling och utvärdering av medicinsk teknologi.

### Hälso- och sjukvårdsforskning idag
Antalet forskare och doktorander inom hälso- och sjukvårdsforskning har ökat och forskningsområdet är idag etablerat vid flera svenska lärosäten, t.ex. vid Karolinska institutet, Lunds universitet och Uppsala universitet. Institutionen för socialmedicin vid Uppsala universitet, där Berfenstam var verksam, blev 1998 en del av Institutionen för folkhälso- och vårdvetenskap. Denna institution består idag av ett flertal forskargrupper, varav en inom hälso- och sjukvårdsforskning, under ledning av professor Ulrika Winblad. Forskargruppen bedriver bland annat studier kring reformer och organisatoriska förändringar inom vård och omsorg, och fokuserar på frågor om hälso- och sjukvårdssystemets struktur, ekonomi, organisation och resultat.
Även vid sidan av svenska universitet finns aktörer vilkas arbete eller uppdrag ligger nära ämnet hälso- och sjukvårdsforskning, exempelvis: Myndigheten för vård- och omsorgsanalys, Socialstyrelsen, Statens beredning för medicinsk och social utvärdering, Folkhälsomyndigheten och Forum för Health Policy.
Det finns ett nordiskt nätverk för forskare inom hälso- och sjukvårdsforskning, Nordic Network for Health Policy, Health Management, and Health Services Research, som årligen anordnar konferenser för nordiska forskare inom området.